# Flaga Zjednoczonych Prowincji Ameryki Środkowej
Flaga Zjednoczonych Prowincji Ameryki Środkowej – jeden z symboli państwowych Zjednoczonych Prowincji Ameryki Środkowej.
Do flagi Federacji nawiązują flagi państw, które wchodziły w jej skład:
- flaga Gwatemali
- flaga Hondurasu
- flaga Kostaryki
- flaga Salwadoru
- flaga Nikaragui.

## Wygląd i symbolika
Flaga składa się z trzech pasów o kolorach jasnoniebieskim, białym i jasnoniebieskim. Na środku znajduje się godło Zjednoczonych Prowincji Ameryki Środkowej.
Trójkąt w godle symbolizuje równość, natomiast pięć wulkanów między dwoma oceanami reprezentuje pięć państw wewnątrz Zjednoczonych Prowincji położonych między Pacyfikiem, a Atlantykiem.

## Historia
Oparta na fladze Argentyny, jednej z pierwszych hiszpańskich kolonii, które ogłosiły niepodległość, została przyjęta 21 sierpnia 1823 r., w trakcie funkcjonowania państwa została lekko zmodyfikowana. Po rozpadzie państwa była jeszcze przez chwilę używana przez Nikaraguę. W 1908 Nikaragua ponownie zaczęła używać lekko zmodyfikowaną wersję flagi jako swoją flagę państwową, oficjalnie przyjmując ją w roku 1971.